# دیو لوبسک
دیو لوبسَک (به انگلیسی: Dave Loebsack) نمایندهٔ حوزه انتخابیه دوم آیووا از حزب دموکرات ایالات متحده آمریکا در مجلس نمایندگان ایالات متحده آمریکا است که برای نخستین‌بار در ۱۵ ژانویه ۲۰۰۷ میلادی به‌عضویت این مجلس درآمد.